# 王浩宇罷免案
民主進步黨籍政治人物王浩宇，在第二屆桃園市議員任內被公益傳播基金會執行長唐平榮依《公職人員選舉罷免法》程序提起罷免案，俗稱罷王案。投票於2021年1月16日進行，總投票人數為92,226人。最終結果為同意票84,582票，不同意票7,128票，投票率28.14%。由於有效同意票數多於不同意票數且達中壢區選舉人總數四分之一（81,940）以上，因此罷免成功，王浩宇於1月22日解職，且四年內不得再參選桃園市議員。
本案是為中華民國史上首件成立也是首件通過的直轄市議員罷免案。

## 背景
2014年，王浩宇以綠黨身分投入桃園市議員選舉，以中壢選區第二高票1萬6269票當選第一屆桃園市議員，成為首位綠黨籍的直轄市議員。2018年，時任台灣綠黨共同召集人王浩宇再度以綠黨身分，拿下中壢選區第三高票1萬6292票成功連任。惟王浩宇任內行為引發爭議，遭到該市市民正反兩面的評論，有市民認為他無心問政，連帶引起對所屬政黨綠黨的不滿。
2020年1月11日，王浩宇因2020年中華民國立法委員選舉，綠黨國會一席未取，公布辭去綠黨中執委一職並退出綠黨。2020年1月14日，王浩宇在個人臉書直播表示，目前僅辭去綠黨相關黨職，但尚未提出退黨申請。2020年2月5日晚間，於個人臉書直播時表示，將申請加入民主進步黨。2020年2月13日起，正式成為民主進步黨黨員。
6月7日，罷韓案通過後的隔天，主張罷免王浩宇的臉書粉專發出最新聲明，指民主進步黨桃園市議員王浩宇長期利用網路媒體造謠、抹黑手法，製造台灣社會族群的對立衝突，因此決定自6月9日啟動罷免提案，重申不論是臺北市長柯文哲、前高雄市長韓國瑜、前立委陳學聖、中華民國總統蔡英文、衛生福利部部長陳時中或國會第四大黨時代力量的支持者，都歡迎加入。
6月19日，罷免王浩宇粉專在臉書表示昨日剛成為罷王第一站的志工來訊告知因房東疑遭到特定人士施壓，所以要關閉內壢連署服務站。對此，桃園市政府新聞處長詹賀舜出面駁斥是不實指控，表示市府對於罷免活動予以尊重，且未介入任何事情，強調如果有任何不公情事，可以向選委會檢舉。
6月30日，「罷王」總部正式成立，推舉公益傳播基金會執行長唐平榮擔任領銜人，信義里里長、王浩宇表叔邱仁德擔任執行長兼發言人。唐平榮強調罷免王浩宇與部分韓國瑜支持者聲言準備展開報復性罷免的行為無關，自己也跟王浩宇無冤無仇，罷免理由並不是要扼殺他的政治生命，而是要給他人生教訓，現場出席人數約100人。並已向董事長報告，這是他個人的行為跟基金會無關，並獲得董事長諒解。對於罷免總部成立，王浩宇表示，這是他們的公民權利，只能尊重，現在他是市議員，會盡力把工作做好，他相信中壢人會看見他的努力。7月20日向中選會送出一階提案書於8月11日公告通過一階提議，並於8月15日開始簽署第二階段連署書；10月13日，罷王團體在桃園市選舉委員會繳交第二階段連署書。2020年11月20日，中選會宣告成立桃園市第七選舉區市議員王浩宇罷免案，定於2021年1月16日舉行投、開票。

## 罷免案日程
| 日期            | 事項                   |
| --------------- | ---------------------- |
| 2020年11月20日  | 罷免案成立             |
| 2020年12月3日前 | 被罷免人提出答辯書     |
| 2020年12月8日   | 發布罷免公告           |
| 2020年12月27日  | 投票人名冊編造完成     |
| 2021年1月6日    | 公辦電視罷免說明會     |
| 2021年1月12日前 | 公告罷免投票人人數     |
| 2021年1月16日   | 投票、開票             |
| 2021年1月22日前 | 審定、公告罷免投票結果 |

## 投票制度
投票前一日年滿20歲，設籍桃園市第七選舉區連續4個月以上者為選舉人，可參與投票。對於具投票權者，投票日為國定假日，依照《公職人員選舉罷免法》第九十條第一項，罷免投票的通過門檻必須同時符合以下兩條件：
1. 有效同意票數多於不同意票。
2. 同意票數達原選舉區選舉人總數四分之一以上（81,940[31]）。

## 罷免理由與答辯及涉及議題
中央選舉委員會於12月8日發布罷免公告，公佈罷免理由書及答辯書。

## 電視說明會
2021年1月6號桃園市議會舉辦第2屆第7選舉區議員王浩宇罷免案的公辦電視罷免說明會。

## 連署結果
|                          | 個數       | ％         | 占選舉人數％ |
| ------------------------ | ---------- | ---------- | ------------ |
| 選舉人數                 | 315,140    | 100.00     | 100.00       |
| 第一階段罷免提案門檻人數 | 3,152      | 1.00       | 1.00         |
| 合格數                   | 3,439      | 91.76      | 1.09         |
| 不合格數                 | 309        | 8.24       | 0.10         |
| 總提案人數               | 3,748      | 100.00     | 1.19         |
| 第二階段罷免連署門檻人數 | 31,514     | 10.00      | 10.00        |
| 合格數                   | 33,362     | 85.72      | 10.59        |
| 不合格數                 | 5,560      | 14.28      | 1.76         |
| 總連署人數               | 38,922     | 100.00     | 12.35        |
| 結果                     | 罷免案成立 | 罷免案成立 | 罷免案成立   |

## 民意調查
| 日期                    | 機構   | 樣本數 | 參與投票% | 參與投票且投同意票% | 贊成罷免% | 反對罷免% | 其他% |
| ----------------------- | ------ | ------ | --------- | ------------------- | --------- | --------- | ----- |
| 2020-12-27－2020-12-29  | 信傳媒 | 1,081  | 不適用    | 18.4                | 41        | 18        | 41    |
| 2020-07-14－-2020-07-16 | TVBS   | 1,080  | 24.9      | 17.4                | 不適用    |           |       |

## 罷免預估
信傳媒在2021年1月5日分析認為：贊成罷免王浩宇的41%選民當中，投票日當天風雨無阻一定去投票者占44.9%。換算為有6萬選民一定會去投支持票。

## 投票前反應

### 中華民國

#### 王浩宇
王浩宇指罷免是民主社會的常態，對於選民行使相關權利，他只能尊重；他也會做好議員的工作，持續為中壢努力。
2020年12月7日，臺北高等行政法院駁回中天新聞台提出的假處分聲請；同日，民主進步黨立法委員高嘉瑜在中天新聞台政論節目《頭條開講》認為，蔡英文政府沒有讓民眾感覺到國家通訊傳播委員會委員確實有獨立行使職權。12月8日，王浩宇在臉書發文，抨擊國民黨「支持高嘉瑜、罷免王浩宇」，反諷高嘉瑜「連國民黨都支持妳了，真的是民進黨的最後良心」，向高嘉瑜嗆聲「不要以為妳在中天講的內容，綠營支持者看不到」。

#### 民主進步黨
民主進步黨提醒王浩宇要避免爭議發言，必要時將動員反罷免。
民主進步黨桃園市黨部主委張火爐指，在罷免案啟動時他已跟王浩宇聯繫，希望王盡量低調、控制發言，不要再對時事議題發表意見，認為若衍生爭議恐升溫罷免熱度，但王浩宇仍須為自己的言行負責；針對罷免案，他呼籲中壢選民再給王浩宇議員機會，強調王並非罪大惡極，已請王低調謹慎發言。

#### 中國國民黨
2020年6月12日，中國國民黨文化傳播委員會主任委員王育敏表示，中國國民黨中央委員會不會主動推動王浩宇罷免案，但不會阻止黨員或黨公職人員投入活動。部分國民黨籍議員、前立法委員公開支持罷免王浩宇。
2020年6月8日，中國國民黨桃園市議員詹江村號召群眾到王浩宇服務處，強調要罷免王浩宇，更爆料民主進步黨內也有議員在背後聲援罷免王浩宇。詹江村表示，當初發起罷免王浩宇時，接到民進黨很多的大佬請罷免團體協助罷免王浩宇，還有黨內大佬在當初王浩宇要加入民進黨時揚言退黨。詹江村認為，在台灣民眾黨表態在王浩宇罷免案「絕不缺席」、時代力量對王浩宇「深仇大恨」的情況下，連署應能通過。
2020年12月17日，中國國民黨中央黨部南下中壢開會討論王浩宇罷免案對策。中國國民黨桃園市黨部書記長李祐銘批評，王浩宇身為民代，不當發言罄竹難書。他認為身為民代應做眾人表率，而中國國民黨將透過說明會號召更多人出門投票向中壢選民宣傳罷免案，他希望選民踴躍出門投票。強調無論同意或不同意都是行使公民權利，也希望大家能再檢視王過去的言行。李也認為罷王案是重要指標，若罷王案不通過，王浩宇恐囂張氣焰更甚。
2020年12月28日，中國國民黨桃園市黨部副主任委員兼黃國園黨部主任委員蔡忠誠表示，國民黨主席江啟臣下達指令，基於協助公民團體讓人民表達意見，國民黨決定正式協助推動罷免民進黨民代，王浩宇罷免案是首例。

#### 時代力量
2020年6月30日，在年初代表時代力量參與桃園中壢區立法委員選舉的林佳瑋出席罷免王浩宇服務處總部成立大會，她說，雖然是以個人身分參加活動，不過會向時代力量中央黨部反應觀察情形。

#### 歡樂無法黨
歡樂無法黨歡樂總書記、台北市議員邱威傑（呱吉）認為罷免是《中華民國憲法》賦予人民的權利，他認為罷免成功的關鍵因素在於「相信就算是一顆石頭來擔任這個人的職務，都會比他現在的狀況更好」，但他表示絕大多數的人都沒把握繼任者會更加優秀，因此要成功發動罷免絕非容易之事。

#### 台灣綠黨
王浩宇在2014年及2018年，兩度以綠黨身分參選及當選桃園市議員。
曾代表綠黨參選兩屆市議員的羅岳峰多次在臉書發文批評王浩宇。而王浩宇亦在臉書上表示，他支持鄭文燦的立場早在2016年就已經跟現在完全一樣，而在2018年羅還是選擇跟他合作共用輔選資源及邀請鄭文燦站台。王浩宇也希望民眾繼續關注及支持綠黨，但他亦表示，若政黨補助款、立委選制沒有進行改革，綠黨依然只能在邊緣掙扎。
2021年1月6日，羅岳峰在臉書發文表示，王浩宇對綠黨來說就是一段黑歷史，為了個人利益而拋棄原本的價值，為了個人聲量而抹黑其他政黨，在綠黨召集人任內把綠黨變成一個不顧藻礁、攻擊第三勢力的工具，最後認為綠黨沒有利用價值了就跳槽民進黨。羅岳峰也諷刺，一樣的問題放在台北市，王浩宇拿來整天罵台北市市長兼台灣民眾黨主席柯文哲；放在桃園市，王浩宇卻當作沒看到，久而久之造成民眾不信任第三勢力。

#### 臺灣民眾黨
2020年6月16日，台灣民眾黨立法委員高虹安稱民眾黨對王浩宇罷免案「絕不缺席」，並諷刺王浩宇已經變成「小綠公敵」；但在6月19日，台灣民眾黨主席柯文哲表示，這些內容是高虹安「個人立場」、「個人意見」，民眾黨其他人會不會支持是另外一回事。此外，部分台灣民眾黨籍立法委員選舉落選人、立法委員公開支持罷免王浩宇。
6月30日，台灣民眾黨中壢服務處主任林昭印出席罷免王浩宇服務處總部成立大會，並表態會支持中壢鄉親自主的行動。
2021年1月12日，台灣民眾黨發言人陳思宇在臉書發文指出，王浩宇跳槽民進黨以後，減少對核廢料議題的關注，還反過來攻擊倡議保護藻礁的環保團體、幫助民進黨繼續迴避《礦業法》修法，只在選舉前關心核能議題，是「鄭文燦打手」。

#### 其他

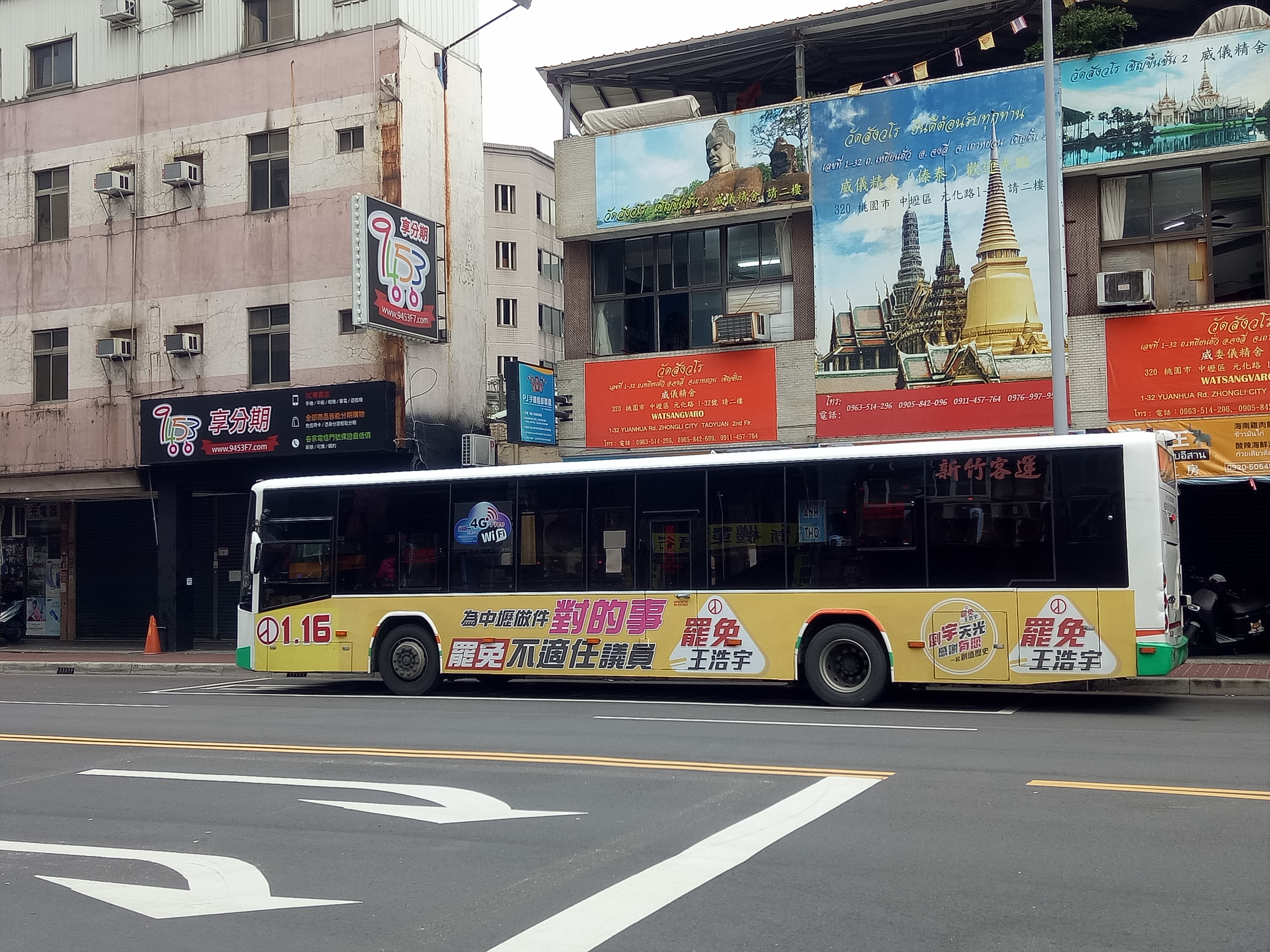
中壢區，支持王浩宇罷免案的新竹客運公車車身廣告

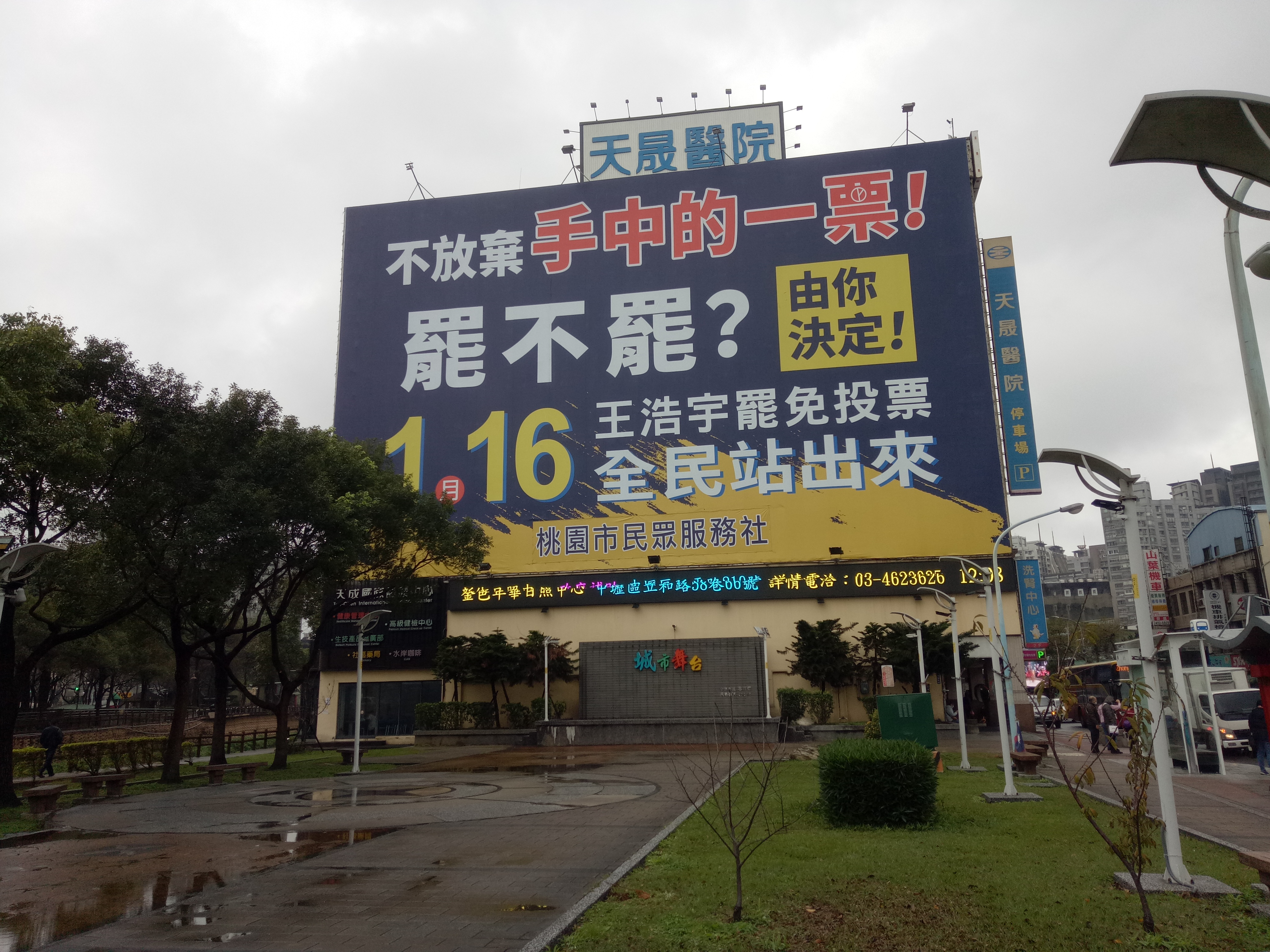
支持王浩宇罷免案的天晟醫院外牆廣告

2020年7月10日，名嘴朱學恒諷刺王浩宇，「有一種安靜的走，叫做『王浩宇很想被罷免，所以不願意安靜的走』」。12月29日，朱學恒送兩盆花籃到王浩宇服務處，卡片上印著賀詞「恭祝罷免成功」、「快去當兵，抗中保台」，諷刺王浩宇。
2021年1月，桃園在地聯盟召集人兼珍愛藻礁公投領銜人潘忠政在罷免王浩宇總部「倒宇天光、全民站出來」公民講堂批評，他從事保護藻礁運動「最痛心的是有權者的變節」，當今中央與地方的主官在變節一事上都有份，而民代裡面最離譜的就是王浩宇「從一開始搶救觀新藻礁時代表現比我們還衝，到搶救大潭藻礁反成為『高牆的鷹犬』霸凌藻礁，翻臉之快令人咋舌」；呼籲民眾支持保護藻礁、罷免王浩宇。
2021年1月13日，罷免總部執行長兼發言人邱仁德稱若罷免失敗，他將立即請辭里長，「對自己判斷錯誤負責，對自己錯估民意負責」。

## 投票結果
|          |            | 個數    | ％     | 選舉人數％ |
| -------- | ---------- | ------- | ------ | ---------- |
| 選舉人數 | 選舉人數   | 327,758 | 100.00 | 100.00     |
| 門檻票數 | 門檻票數   | 81,940  | 25.00  | 25.00      |
|          | 同意票數   | 84,582  | 92.23  | 25.81      |
|          | 不同意票數 | 7,128   | 7.77   | 2.17       |
| 有效票數 | 有效票數   | 91,710  | 99.44  | 27.98      |
| 無效票數 | 無效票數   | 516     | 0.56   | 0.16       |
| 總投票數 | 總投票數   | 92,226  | 100.00 | 28.14      |
| 結果     | 結果       | 通過    | 通過   | 通過       |

## 後續反應

### 民主進步黨

#### 王浩宇
2021年1月16日，王浩宇透過臉書「我是中壢人」發聲明表示：「衷心感謝支持我的朋友，衷心感謝」，並附上一張他在一處港口拍攝的背影照。1月17日，王浩宇在臉書發文表示：是自己努力不夠，必須承擔所有責任；投票結束後已放下壓力，未來會好好照顧員工、經營與夥伴的關係；同時也會留給自己一些時間，經檢討、反省後繼續為台灣努力。
1月28日，王浩宇在臉書發文表示，他握有幾張LINE截圖證明民進黨人在罷免案期間不但不幫忙反罷免、反而落井下石，但他不想追究，他義無反顧、對得起自己，「不當議員又怎樣」。民進黨桃園市議員楊家俍說，「民進黨的黨職、公職、民代，在這種關鍵時刻，其實也很難大動作幫忙罷免」。張火爐說，請王浩宇拿出證據，民進黨中央黨部會查辦。

#### 中央黨部與政府高層
2021年1月16日，民進黨發言人顏若芳發布民進黨新聞稿稱，民進黨尊重民眾行使罷免權及其結果，國民黨從主席江啟臣、立法院黨團到黃復興黨部皆明顯介入動員王浩宇罷免案造成政治對立，民進黨對此表示遺憾。民進黨籍行政院長蘇貞昌、桃園市長鄭文燦在媒體詢問此事的想法時則表示，罷免權是《中華民國憲法》賦予公民的權利，他們尊重罷免案的結果。

#### 王世堅
3月11日，民進黨台北市議員王世堅在TVBS頻道《國民大會》說，王浩宇被罷免主要是因為激怒社會，「這是不分藍綠，在我們國內政壇，都應該讓這個人出局」；民進黨有40萬名黨員，王浩宇只是「40萬分之1」，但王浩宇已經是一粒老鼠屎壞了一鍋粥，「我會在我們黨內具體建議，開除這個傢伙！」

### 中國國民黨
2021年1月16日，中國國民黨文化傳播委員會新聞稿稱，王浩宇爭議言行罄竹難書，引發強烈的負面評價；罷免案通過，是給所有恣意妄為的政治人物最嚴厲的警惕。國民黨表示，面對未來其他地區的罷免案，國民黨也將研議未來的參與方式。
1月17日，國民黨主席江啟臣接受媒體聯訪，駁斥民進黨新聞稿對國民黨的指控：「造成政治對立的是民進黨的倒行逆施，造成跟民意對立的是民進黨違背民意。請民進黨要搞清楚：今天會有這麼大反彈聲浪，對於這些違逆民意的民意代表不滿，也代表（蔡英文）政府很多政策民眾是不滿的。」
1月17日，國民黨台北市議員羅智強諷刺，2020年6月3日蔡英文主持民進黨中常會時裁示通過罷韓聲明，如今民進黨新聞稿卻稱國民黨動員罷免非台灣之福，「你搞罷免叫民主，我拚罷免叫對立？」，民進黨雙重標準令他瞧不起，蔡英文記憶力之差令他讚嘆。國民黨發言人陳偉說，民進黨不反躬自省，長期縱容地方民代離譜行徑，早就累積不少民怨，導致民意反撲；呼籲民進黨，應該深自檢討、謙卑傾聽民意，不要樣樣都牽拖國民黨以轉移焦點。

### 時代力量
時代力量立法院黨團總召集人邱顯智辦公室助理林佳瑋在臉書發文說，中壢民眾給我們上了一堂珍貴的民主課：「政治人物永遠要敬畏民意，謹守對選民的承諾，不忘從政初心。」後邱顯智分享了這篇貼文。

### 社社會民主黨
社民黨臺北市議員苗博雅認為，從前高雄市長韓國瑜到王浩宇遭罷免，對藍綠都有所啟示，政治人物不分黨派，都應如履薄冰、做好自己的職務；見到罷免案通過，應哀矜勿喜而非見獵心喜，須以此作為警惕，只要做得不好，人民隨時都會展現意志予以淘汰。

### 台灣綠黨
綠黨稱王浩宇過去對中壢有一定的貢獻，但綠黨以此次罷免為借鏡，2022年綠黨將推出符合綠黨核心理念、著重地方服務的候選人參與桃園市第七選區市議員選舉。

### 臺灣民眾黨
民眾黨稱，王浩宇被罷免是「中壢事件2.0」、是台灣民主的里程碑，「民主不只是聲量，更要質量」，王浩宇讓第三勢力蒙羞，民眾黨會推出更優質、正向的候選人。

### 其他
2021年1月16日，朱學恒送花籃慶祝王浩宇被罷免，向王浩宇喊話「該去當兵了」。中華醫事科技大學教授兼地球公民基金會監事黃煥彰表示，「最會掰的環保叛徒」王浩宇被罷免，王浩宇對土地環境不義就會遭天譴，政治人物夜路走多了自然會遇到鬼。
2021年1月18日，前親民黨文宣部副主任吳崑玉表示，王浩宇被罷免，不能算藍軍的成功，而是王浩宇做人的失敗：「他這一生惹毛太多人，點點滴滴匯成洪流。機關算盡太聰明，反誤了卿卿性命。」

## 後續影響及效應
2021年1月16日，唐平榮表示「罷王總部」是為罷免王浩宇而成立，如罷免黃捷、陳柏惟、林昶佐等其他團體需要協助，總部只會以顧問的身分提供意見，不會實際參與行動。日後該組織仍會以公民團體身分維持，持續監督政府及民意代表。
2021年5月6日，邱仁德表示2022年將以無黨籍身分參選市議員，但最終以3334票落選。